# Leech (udde)
Leech är en udde i Antarktis. Den ligger i Sydshetlandsöarna. Argentina, Chile och Storbritannien gör anspråk på området.
Terrängen inåt land är kuperad åt nordost, men åt sydväst är den platt. Havet är nära Leech söderut. Trakten är glest befolkad. Närmaste befolkade plats är Escudero Station, 7,0 kilometer väster om Leech. 